# Rivière Missisicabi
Der Rivière Missisicabi ist ein Fluss in den kanadischen Provinzen Québec und Ontario. Bis 1966 trug der Fluss in Ontario die Bezeichnung Missisicabi River.

## Flusslauf
Der Fluss hat seinen Ursprung im äußersten Westen der Provinz Québec in der Jamésie (Nord-du-Québec) am Zusammenfluss von Rivière Missisicabi Est und Rivière Missisicabi Ouest.
Von dort fließt er 151 km in nordnordwestlicher Richtung zur Hannah Bay im Süden der James Bay.
Dabei nimmt er den von rechts kommenden Nebenfluss Rivière Obamsca auf.
Die letzten 16 km bis zu seiner Mündung legt er im Cochrane District in der Provinz Ontario zurück. Er spaltet sich etwa 4 km vom Meer entfernt (⊙) in zwei Mündungsarme (⊙) auf.
Sein 4299 km² großes Einzugsgebiet liegt zwischen dem des Rivière Kitchigama im Osten und dem des Rivière Harricana im Westen.